# John Constable
John Constable (Suffolk, 11 de junho de 1776 — Londres, 31 de março de 1837) foi um pintor paisagista inglês de tradição romântica, considerado um dos precursores do impressionismo. 

## Biografia
Ele estudou na Dedham Grammar School, e ao deixar a escola, trabalhou um período com seu pai. Em 1799 convenceu então seu pai a manda-lo para a Academia Real Inglesa em Londres para estudar artes. Em 1816, Constable conquistou sua segurança financeira com a morte de seu pai. Casou-se com Marie contra a vontade da família dela. Com a morte de sua esposa, entrou em profunda depressão e os seus trabalhos tornaram-se mais escuros passando um ar de lamento.
Foi um dos artistas pioneiros na percepção e estudo da mudança destas condições atmosféricas na arte. Constable, que fez da natureza seu tema do secundário, dedicou-se ao ensino e desenvolvimento de novos caminhos para descrever a cor do céu. O céu, principalmente, o encantou devido à mudança , na natureza as quais governam tudo. Marcou fortemente esta sua obsessão com estudos das nuvens e da abóbada celeste, também experimentou diferentes técnicas com folhas molhadas e sereno, capturando novos efeitos, para retratá-los em seus trabalhos.
Nascido no vilarejo de East Bergholht, em Suffolk, Constable sempre agradeceu ao maravilhoso céu local sua decisão de se tornar pintor. Difíceis de catalogar num ou noutro movimento, seus quadros têm algo dos impressionistas na execução e tratamento da cor, mas são definitivamente românticos em seus motivos. De fato, Constable foi um dos primeiros pintores a representar a paisagem com um novo realismo sentimental, embora de maneira mais austera do que Turner ou Friedrich.
O início de sua carreira artística não foi fácil: a família se opunha, e a Academia da Inglaterra recusou seus quadros, considerando-os fora dos padrões acadêmicos, devido ao já mencionado tratamento impressionistas da cor. A obra de Lorrain e de Poussin foi definitiva para sua formação, bem como as paisagens de Rubens.
Constable teve oportunidade de conhecer a obra de todos esses artistas pelos originais pertencentes à coleção particular do aristocrata Beaumont. Entusiasmou-se também pelas obras de Gainsborough e Reynolds, cujas teorias pôs em prática. A exemplo dos impressionistas, Constable preferia pintar ao ar livre e nas suas telas tentava plasmar as alterações nas condições da natureza tal como ocorriam: névoa, chuva fina, sol tênue, umidade. Um dos quadros mais bem aceitos pela crítica foi A Carroça de Feno, que lhe valeu a medalha de ouro da Academia. Até Delacroix tentou copiar os céus de Constable, deslumbrado com a força e o sentimento de sua trabalhada luminosidade.
Constable tinha grande afinidade com a poesia e ocasionalmente exibiu seus escritos. Constable ganhou reconhecimento da sua obra lentamente, primeiro na França e depois na Inglaterra. Faleceu em 1837 e foi um inspirador fundamental para os pintores do romantismo e pintores de paisagem de forma geral.

## Obras
- A Carroça de Feno
- Stonehenge
- Castelo de Hadleigh
- A Catedral de Salisbúria Vista do Jardim do Bispado
- Estudo das Nuvens em Hampstead
- A Fazenda de Glebe
- O Campo de Milho
- Cores e cheiros
- Vale de Dedham

## Galeria

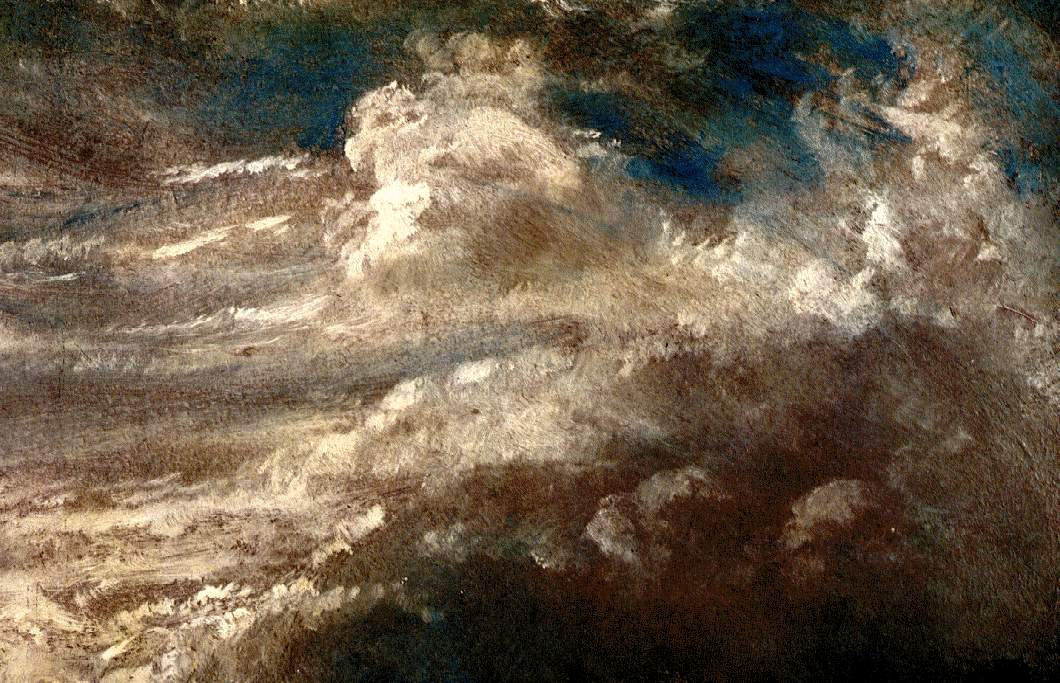
Estudo das nuvens, Real Academia das Artes - Londres
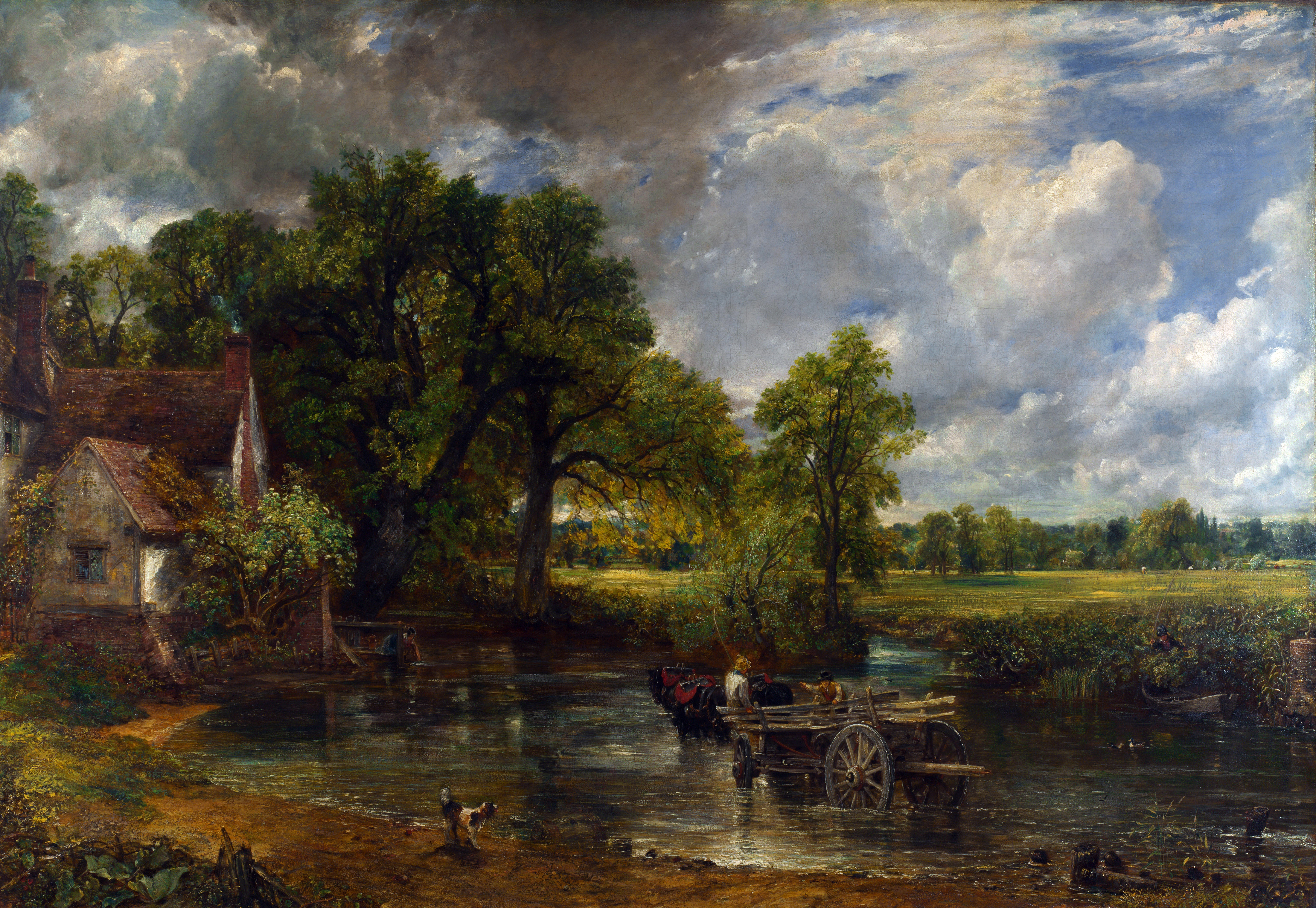
A Carroça de feno (det.), National Gallery - Londres.
A Catedral de Salisbury vista do jardim do bispo (1823)
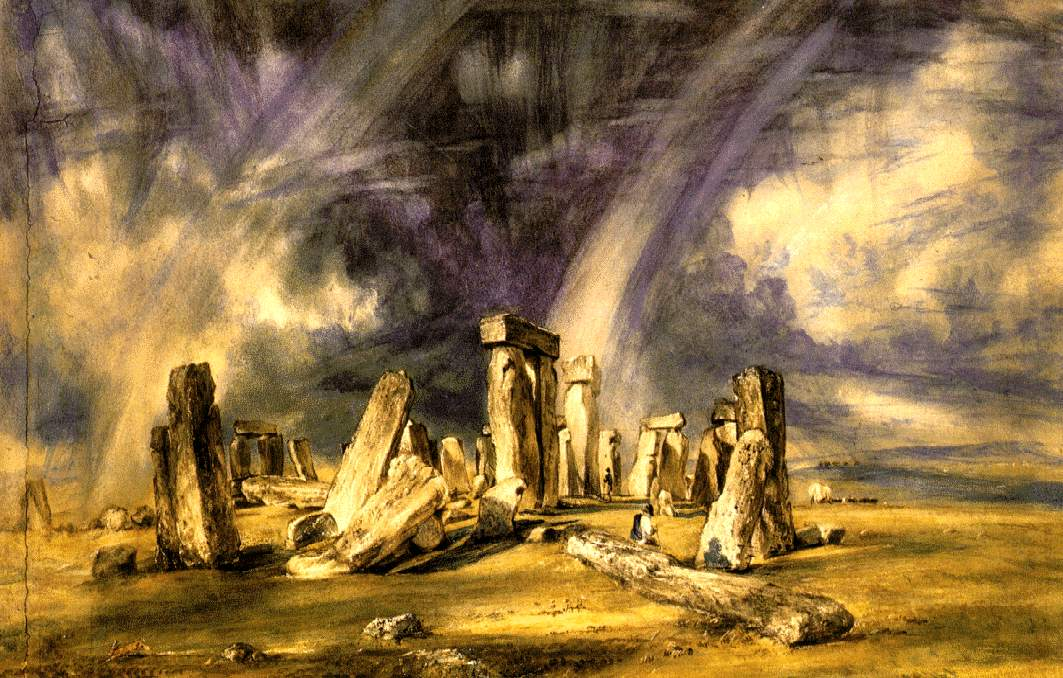
Stonehenge, Victória and Albert Museum - Londres